# Graspop Metal Meeting
Le Graspop Metal Meeting, aussi appelé Graspop ou abrégé GMM, est un festival de hard rock, punk rock et heavy metal organisé annuellement à Dessel, dans la région d'Anvers, en Flandre, Belgique. Il possède une capacité de 55 000 visiteurs, et compte plus de 220 000 visiteurs (2023) pendant quatre jours, à la mi-juin.

## Histoire

### Débuts et succès

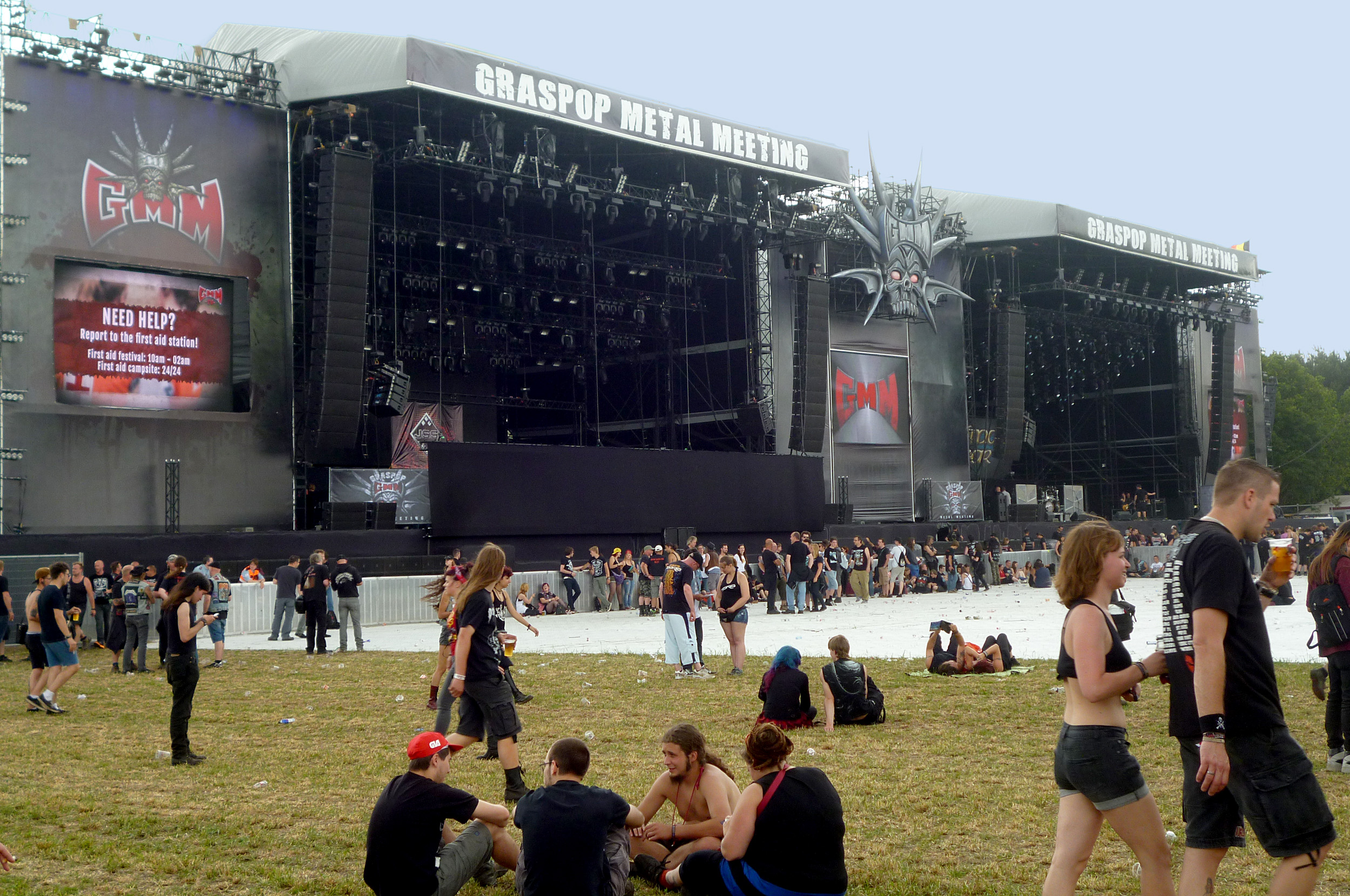
Édition 2014 du festival.

Graspop n'était à l'origine pas  un festival de heavy metal, mais plutôt un festival de rock familial local, organisé pour la première fois en 1986. En 1995, les têtes d'affiche étaient Joe Cocker et Simple Minds Cependant, le public étant sursaturé de fêtes familiales, le nombre de visiteurs était tombé à un niveau record. Le fondateur Peter Van Geel s'est rendu compte que la musique rock grand public n'attirait pas suffisamment les visiteurs du festival. En réfléchissant aux artistes les plus mémorables des années précédentes (Motörhead, Ramones, Paradise Lost, etc.) et en fonction de ses propres préférences musicales, il s'est prononcé en faveur d'une réorientation drastique. Après des discussions avec le promoteur du Werchter festival Herman Schueremans, Van Geel contacte Bob Schoenmaekers, le propriétaire de la salle de concert et du club de metal Biebob à proximité de Vosselaar. Quelques années plus tôt, Schoenmaekers avait organisé son Midsummer Metal Meeting à Vosselaar et, en raison des limites de place, il envisageait un festival en plein air. Le premier contact a rapidement conduit à une étroite collaboration. Le duo a décidé de lancer un tout nouveau festival de métal festival sous le nom de Graspop Metal Meeting, la date retenue étant le dernier week-end de juin.
En 2005, le Graspop fête ses 10 ans. L'année 2008 est un record pour le festival avec plus de 135 000 visiteurs et une programmation de 70 groupes. Cette année-là, le Graspop annonce le prix du combi a 130 € soit une augmentation de 5 € par rapport à 2007. L'édition 2009 a lieu du 26 au 28 juin ; quelques 130 000 festivaliers ont répondu présent.
En 2011, le record d'affluence est de 142 000 festivaliers présents. L'édition 2012 du Graspop bat à nouveau le record d'affluence du festival avec quelque 150 000 festivaliers. L'édition 2013 du Graspop se déroulera du 28 au 30 juin. La première tête d'affiche annoncée est le groupe anglais Iron Maiden et la deuxième est le groupe américain Slipknot. L'édition 2014 du Graspop se déroule du 27 au 29 juin et est la première à avoir deux mainstages. La grosse tête d'affiche du festival a été Black Sabbath.
Au 20e anniversaire, en juin 2015, le festival fait venir 109 groupes, avec entre autres, Faith No More, Morgoth et Septic Flesh qui sont apparus pour la première fois au Graspop. En 2018, le festival affiche complet pour la première fois et, selon les opérateurs, accueille 200 000 visiteurs sur quatre jours,. L'année suivante (2016), ils étaient encore limités à trois jours. 

### Années 2020
En 2020, le festival prévoyait d'organiser sa 25e édition et afin de marquer le coup, celle-ci devait se dérouler durant 4 jours complets (du 18 au 21 juin). L'affiche comportait des groupes comme Iron Maiden, Faith No More, Judas Priest, Korn, Aerosmith, Disturbed, Deep Purple, Deftones, The Offspring et bien d'autres. Le 15 avril 2020, le festival annonçait sur sa page Facebook que l'édition de 2020 était reportée à 2021 dû à la pandémie de Covid-19. Cependant, les organisateurs ont tout de même programmé un festival virtuel le 20 juin nommé Infected by GMM. Ce livestream diffusait des concerts des éditions précédentes comme ceux de Slipknot, Parkway Drive, Nightwish, Volbeat et bien d'autres. Le 26 février 2021, le festival annonçait sur sa page Facebook que l'édition de 2021 était reportée à 2022. Ce report est dû, une nouvelle fois, à la pandémie de Covid-19. Cette 25e édition devait normalement se dérouler du 17 au 20 juin. L'affiche provisoire comportait des groupes déjà présents l'année précédente comme Aerosmith, Judas Priest, Korn, Deep Purple, Deftones, Faith No More, etc. mais aussi des nouveautés comme Volbeat et A Day to Remember.
En 2022, après l'annulation du festival en lien avec la pandémie de Covid-19 en 2020 et2021, le festival prolonge de nouveau son édition à 4 jours à l'occasion de son 25e anniversaire, et la capacité d'accueil est repensée afin d'offrir plus d'espace. La 26e édition du festival de 2023 a lieu du 15 au 18 juin et se déroule à nouveau sur quatre jours, du jeudi au dimanche et compte plus de 220 000 visiteurs.

## Programmations
Le Graspop a accueilli de nombreux groupes et artistes comme Sick of It All, Hollywood Undead, Sólstafir, Slipknot, Pantera, Guns N' Roses, Machine Head, et Kiss.